# Xã Isley, Quận Ransom, Bắc Dakota
Xã Isley (tiếng Anh: Isley Township) là một xã thuộc quận Ransom, tiểu bang Bắc Dakota, Hoa Kỳ. Năm 2010, dân số của xã này là 44 người.